# Julie Pecher
Julie Bernays, née Julie Pecher à Anvers, le 15 janvier 1851 et décédée dans cette même ville, le 10 mai 1928 fut l'une des protagonistes d'une grande affaire criminelle belge connue sous le nom d'Affaire Peltzer qui défraya la chronique en 1882,.

## Éléments biographiques
Julie Pecher naît à Anvers, le 15 janvier 1851. Son père, Edouard Pecher, est consul de Belgique à Rio de Janeiro. Le 26 décembre 1872, Julie Pecher épouse le brillant avocat anversois spécialisé dans le droit maritime, Guillaume Bernays.
En 1873, Guillaume Bernays est le conseil d'Armand Peltzer dans le cadre d'une banqueroute frauduleuse qui menace ses frères, James et Léon Peltzer. Armand, l’aîné de la fratrie, vend tous ses actifs en Argentine et évite à ses frères le scandale financier et moral dans lequel ils s’apprêtaient à sombrer. Guillaume Bernays, séduit par les qualités humaines, presque chevaleresques, d'Armand Peltzer ne tarde pas à s'en faire un ami et à lui ouvrir son foyer.

### L'affaire Peltzer
Guillaume Bernays était un homme fort occupé. En 1874, Julie Bernays met au monde un fils. L'accouchement ne s'est pas bien déroulé et depuis, le couple périclite. Julie reproche à son mari ses absences et même une liaison avec la gouvernante de leur enfant, Amélie Pfister. En 1876, le couple envisage le divorce mais un conseil de famille intervient et règle par une convention les rapports entre les époux qui continueront à partager le même toit. Armand assiste à cette déliquescence sentimentale. Il devient le confident de cette épouse délaissée et finit par lui vouer une véritable passion. Guillaume Bernays doit disparaître pour donner une chance à cet amour impossible. C'est alors qu'Armand Peltzer commence à nourrir le projet d'un assassinat. Bien sûr, il ne peut le commettre lui-même, il serait aussitôt suspecté. Des rumeurs circulent déjà dans Anvers sur sa liaison avec Julie Bernays. Le crime doit être parfait.
Armand et Léon inventent alors un personnage de toutes pièces, Henry Vaughan, ils s'attachent à lui donner la consistance d'un personnage réel. Un jour, cet Henry Vaughan contacte Guillaume Bernays lui expliquant vouloir l'entretenir de la création d'une entreprise océanographique. Il lui fixe rendez-vous, le 7 janvier 1882 dans son appartement - tout récemment loué pour l'occasion - au 159, rue de la Loi. Bernays est abattu d'une balle dans la nuque par Henry Vaughan alias Léon Peltzer.
Suspectée de complicité dans le meurtre de son mari, Julie Pecher est mise à la disposition de la justice. Le procès se déroulera du 27 novembre au 22 décembre 1882. Les frères Peltzer furent condamnés à mort à l'issue de celui-ci mais leurs peines furent commuées en détentions à perpétuité. Julie Pecher est lavée de tous soupçons. Armand Peltzer meurt le 10 octobre 1885.

### Après l'Affaire
Le 16 avril 1886, Julie Pecher épouse en secondes noces, l'avocat anversois Frédéric Delvaux qui avait assuré sa défense lors du procès. Julie Delvaux-Pecher commence alors une carrière dans le journalisme. Dès la fondation du journal anversois Le Matin d'Anvers, en 1894, elle y tient une chronique sous le pseudonyme de Christiane. Elle adhère au thèse du libéralisme mais nourrit également de profonds sentiments philanthropiques envers les démunis ce qui la pousse à créer en 1897 une Œuvre de la Saint-Nicolas et de la Noël des petits malades des hôpitaux. Dans les milieux bourgeois francophones d'Anvers qu'elle fréquente, on la considère comme la Séverine anversoise par analogie avec la célèbre journaliste parisienne.
Frédéric Delvaux meurt en 1916. Julie Pecher meurt à Anvers, le 10 mai 1928.